# Warcupia
Warcupia — рід грибів родини Pyronemataceae. Назва вперше опублікована 1972 року.

## Класифікація
До роду Warcupia відносять 1 вид:
- Warcupia terrestris

## Поширення і середовище існування
Знайдений на ґрунті у Британській Колумбії, Канада.